# Ролоф, Гельмут
Гельмут Ролоф (нем. Helmut Roloff; 9 октября 1912, Гиссен, Германия — 29 сентября 2001, Берлин, Германия) — немецкий пианист, педагог, антифашист, член движения Сопротивления во время Второй мировой войны, член организации «Красная капелла».

## Биография
Гельмут Ролоф родился 9 октября 1912 года в Гиссене, в Германской империи. Его отец, Густав Ролоф, профессор истории в университете был ярым противником нацизма. Гельмут изучал право в Лейпциге и Гессене. В 1935 году он устроился на работу секретарем в городском суде Буцбаха. Однако вскоре решил оставить профессию, и поступил в Берлинскую академию музыки (Университет музыки) в класс игры на фортепиано, где обучался у Рихарда Рюсслера. В 1938 году в Берлине брал частные уроки у известного пианиста Владимира Горбовского.
Через друзей Джона Грауденца и Гельмута Химпеля вступил в контакт с берлинской группой движения Сопротивления, под руководством Харро Шульце-Бойзена и Арвида Харнака, и в 1940 году стал членом организации «Красная капелла». Ему был доверен чемодан с коротковолновым передатчиком, который он прятал за фортепиано в квартире своих родителей в Берлине.
17 сентября 1942 года гестапо провело в квартире обыск и обнаружило чемодан. Гельмут был арестован. Две недели его держали в подвале со связанными руками за спиной. Во время допроса он заявил, что не знал об анти-нацистской деятельности друзей, и что они встречались исключительно с целью прослушивания музыки. Гестапо не смогло доказать его соучастие в акциях «Красной капеллы», так, как, несмотря на пытки, ни один из его товарищей не выдал Гельмута. Он был переведен в военную тюрьму в Шпандау, и 26 января 1943 года освобожден из заключения из-за недостатка улик.
В 1945 году поступил на работу во вновь открытую Академию музыки в Берлине, в которой с 1950 года служил преподавателем в звании профессора (с 1953 года ординарного профессора, с 1978 года почетного профессора). С 1970 по 1978 год был директором этого учебного заведения.
На студии «Deutsche Grammophon» им была сделана серия записей.
От жены Инге Ролоф у него было трое детей: Стефан (историк), Иоганн (пианист) и Ульрих (флейтист).
Гельмут Ролоф умер сентября 2001 года в Берлине.